# Andrew Jachno
Andrew Jachno, född 13 april 1962, är en australisk friidrottare. Han deltog vid olympiska sommarspelen 1984, olympiska sommarspelen 1988 och olympiska sommarspelen 1992.